# 施賴巴赫河
47°37′10″N 11°46′48″E / 47.61941°N 11.77987°E

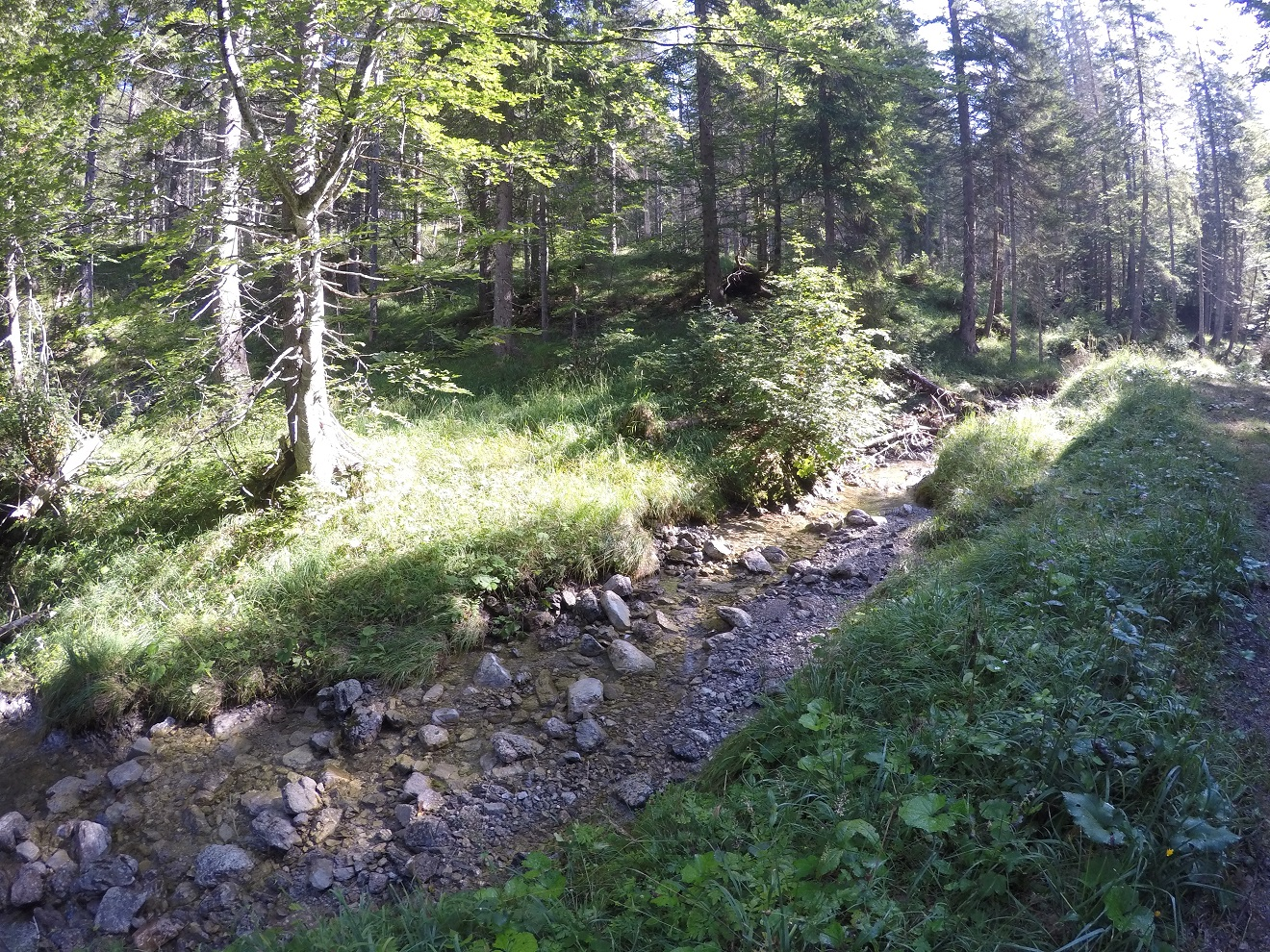

施賴巴赫河是德國的河流，位於該國東南部，由巴伐利亞負責管轄，屬於薩根巴赫河的右支流，河道全長3公里，發源自拉普貝格山。